# Spodoptera latifascia
Espèce
Spodoptera latifascia est une espèce de papillons de la famille des Noctuidae. S. cosmioides, présent en Amérique du Sud (de l'Argentine au Costa Rica), était autrefois considéré comme une espèce distincte, mais a été placé en synonymie avec S. latifascia.
L'envergure est d'environ 42 mm. Les adultes sont présents de mars à octobre, selon les endroits.
Parfois confondu avec Spodoptera ornithogalli, selon la couleur de celui-ci.

## Répartition
Son aire de répartition s'étend de l'Amérique du Nord et des Antilles à l'Amérique du Nord (du Texas à la Floride).

## Plantes hôtes
Les larves se nourrissent de diverses plantes à faible croissance et de cultures potagères telles que la tomate et l'aubergine.